# Neuhof (Kirchheimbolanden)
Der Neuhof ist ein Weiler, der zur im rheinland-pfälzischen Donnersbergkreis gelegenen Stadt Kirchheimbolanden gehört. 

## Lage
Der Neuhof befindet sich fünf Kilometer westlich von Kirchheimbolanden inmitten von bewaldetem Gebiet.

## Geschichte
Der Neuhof diente zunächst den örtlichen Fürsten zur Jagd, wurde aber nach der Französischen Revolution abgelöst. Im Jahr 1910 lebten fünf Einwohner auf dem Neuhof.

## Zukünftiges
Aufgrund der Erweiterung eines nahen Feldspattagebaus soll der Neuhof abgetragen werden. In diesem Zusammenhang wurde bereits die Zufahrtsstraße, die ehemalige Kreisstraße 58, entwidmet und der Neuhof mitsamt Zufahrtsstraße vom Tagebauunternehmen aufgekauft.